# Садовая улица (Павловск)
Садо́вая улица — улица в городе Павловске (Пушкинский район Санкт-Петербурга). Проходит от Привокзальной площади до Пограничной Фёдоровской дороги. В северном направлении продолжается Фильтровским шоссе, в восточном — Центральной улицей деревни Глинка Тосненского района Ленинградской области.
До основания Павловска существовало название Фёдоровская дорога, поскольку шла она в деревню Фёдоровское. Похожее название у Пограничной Фёдоровской дороги, расположенной в конце Садовой.
В 1783 году после благоустройства участка от Привокзальной площади до Большого Каменного моста через Славянку этот участок получил название Царскосе́льская дорога (или дорога в Царское Село).
С 1839 года участок от Привокзальной площади до Звериницкой улицы носил название Садовая улица, поскольку улица шла вдоль Павловского парка. В 1898 году это наименование было присвоено всей улице в нынешних границах.
Примерно в 1918 году Садовую улицу переименовали в улицу Револю́ции — в память об Октябрьском вооруженном восстании 1917 года.
11 июня 2003 года улице вернули название Садовая.

## Перекрёстки

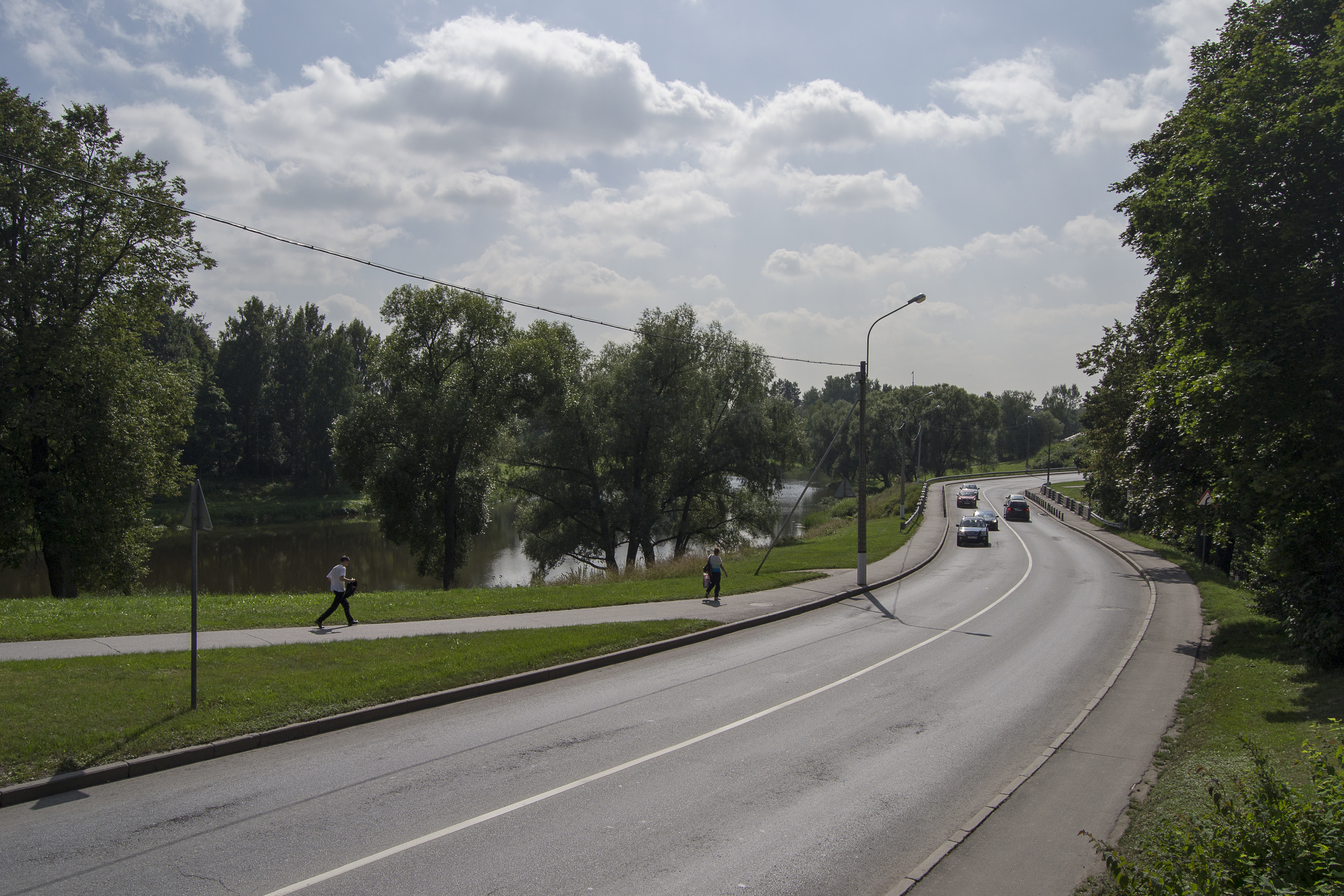
Садовая улица у Большого Каменного моста

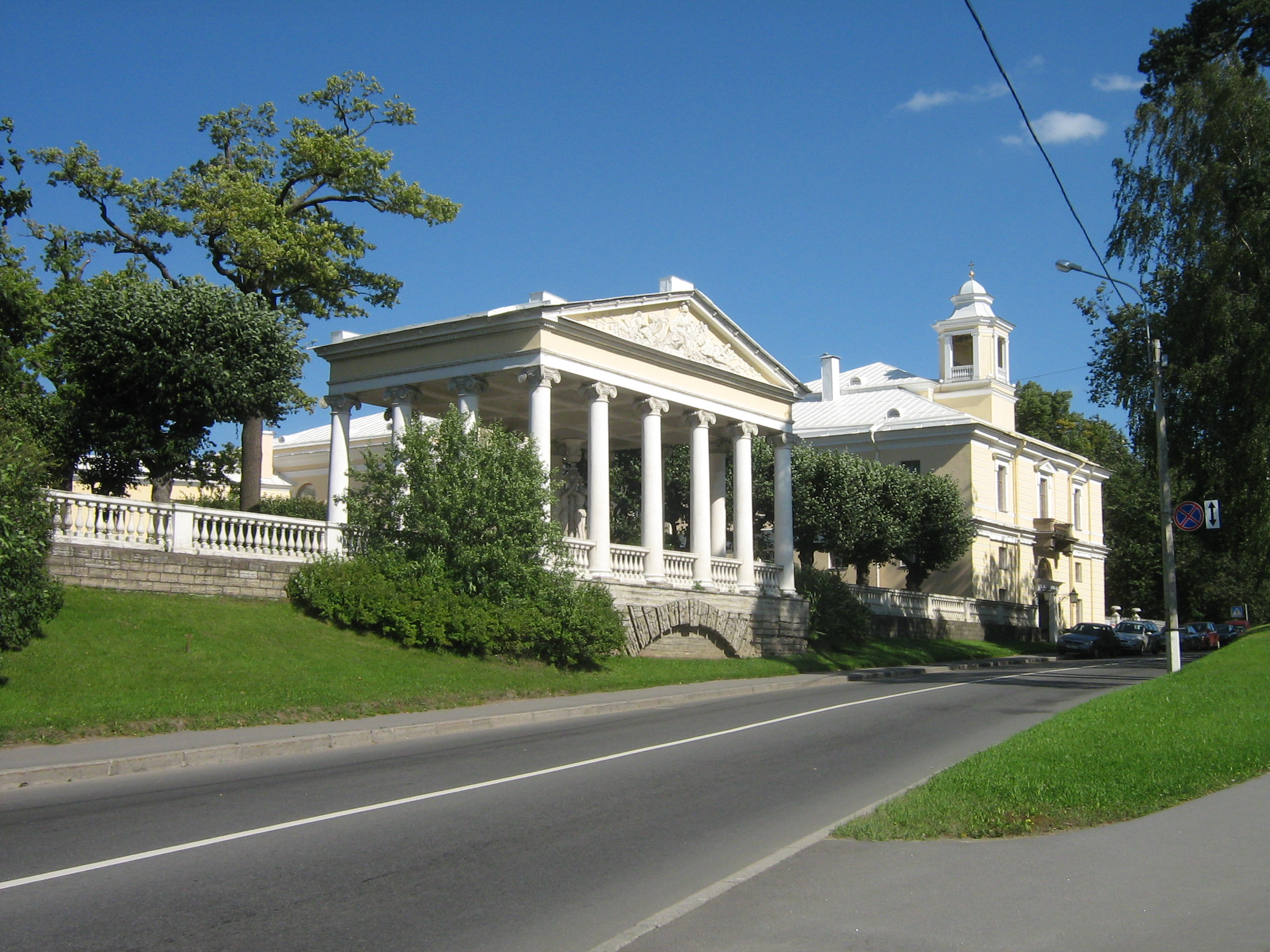
Вид на павильон Трех граций с Садовой улицы

- Привокзальная площадь / Фильтровское шоссе
- Слуцкая улица
- Детскосельская улица
- Берёзовая улица
- Конюшенная улица
- Госпитальная улица
- улица Просвещения
- Звериницкая улица
- улица Красного Курсанта
- улица Девятого Января
- 1-я Краснофлотская улица
- улица Профессора Молчанова
- улица Анны Зеленовой
- Пограничная Фёдоровская дорога